# Niinisaari (ö i Södra Savolax, Nyslott, lat 62,12, long 28,75)
Niinisaari är en ö i Finland. Den ligger i sjön Enonvesi och i kommunen Nyslott i  landskapet Södra Savolax, i den sydöstra delen av landet, 290 km nordost om huvudstaden Helsingfors. Öns area är 1,5 hektar och dess största längd är 300 meter i sydöst-nordvästlig riktning.